# Eduard Uhlenhuth (Anatom)
Eduard Carl Adolf Uhlenhuth (geb. 19. Juli 1885 in Wolkersdorf, Österreich; gest. 5. Mai 1961 in Wien) war ein österreichisch-US-amerikanischer Anatom.

## Lebensweg
Eduard Uhlenhuth wurde am 19. Juli 1885 in Wolkersdorf, Österreich, geboren. Er studierte Zoologie an der Universität Wien. Im Jahr 1911 wurde er dort zum Dr. phil. promoviert. Drei Jahre lang war er als Forschungsassistent an der Biologischen Versuchsanstalt in Wien tätig. Er experimentierte dort unter anderem erfolgreich mit der Transplantation von Reptilienaugen. Im Jahr 1914, kurz vor Beginn des Ersten Weltkriegs, ging Uhlenhuth in die USA, wo er Fellow am Rockefeller Institute in New York wurde und am „Rockefeller Institute for Medical Research“ tätig war. Später wurde er Mitarbeiter dieses Instituts.
Während seines Aufenthalts in New York lernte er Elizabeth Martha Baier kennen und heiratete sie. Das Ehepaar bekam 1928 einen Sohn namens Eberhard Henry Uhlenhuth (geb. 1928; gest. 7. Juni 2016), der später Assistant Professor für Psychiatrie an der Johns Hopkins Medical School wurde. Uhlenhuth wurde 1924 als amerikanischer Staatsbürger eingebürgert und wurde im selben Jahr Gastwissenschaftler in der anatomischen Abteilung der Johns Hopkins University School of Medicine in Baltimore.
Im Jahr 1925 nahm Uhlenhuth eine Stelle als außerordentlicher Professor für Anatomie an der University of Maryland School of Medicine an. Er war von 1925 dort bis zu seiner Pensionierung im Jahr 1955 als tätig. Dort war Uhlenhuth ab 1931 Professor für makroskopische Anatomie, ab 1933 Professor für Anatomie, ab 1936 Vorsitzender der Abteilung für makroskopische Anatomie, ab 1949 Vorsitzender der Abteilung für Anatomie.
Eduard Uhlenhuth hat den „Atlas der Anatomie des Menschen“ von Johannes Sobotta (1869–1945) ins Englische übersetzt („Atlas of descriptive human anatomy“) und war Herausgeber der beiden ersten englischsprachigen Auflagen dieses Standardwerks.
Eduard Uhlenhuths Forschungslaufbahn gliederte sich – seinem jeweiligen wissenschaftlichen Interessenschwerpunkt nach – in drei Abschnitte. Die erste Periode umfasste seine Studien, die er in Wien begann und am Rockefeller Institute fortsetzte. Er war der Erste, der die Durchführbarkeit der Augentransplantation bei Amphibien nachwies. Die zweite Periode, von 1923 bis 1945, war intensiven Studien zur Anatomie und Physiologie der Hypophyse und der Schilddrüse gewidmet. Uhlenhuths Aufsatz über seine Forschungsarbeit wurde 1936 mit dem van-Meter-Award der American Association for the Study of Goiter ausgezeichnet. In der dritten Periode, von 1945 bis zu seiner Emeritierung 1955, widmete sich Uhlenhuth der Anatomie des Beckens. Diese Arbeit mündete in die Veröffentlichung seines Buches „Some Problems in the Anatomy of the Pelvis“, das viel Anerkennung bei Urologen und Gynäkologen fand.
Nachdem er 1955 pensioniert worden war, arbeitete er noch bis 1957 weiter als Forschungsprofessor ohne Lehrverpflichtung an der medizinischen Fakultät und wurde dann zum Professor emeritus ernannt.
Uhlenhuth galt als anspruchsvoller Hochschullehrer, der seinen Studenten Disziplin und Leistungsbereitschaft abverlangte. Er hatte einigen Einfluss etwa auf den späteren Krebsforscher Glenn Horner Algire (1907–1958) und auf den Zoologen Frank Henry John Figge (1904–1973).
Im Jahr 1957 starb Uhlenhuths erste Ehefrau, Elisabeth Uhlenhuth, geb. Baier.
Bald danach ging Eduard Uhlenhuth nach Österreich zurück. In Wien heiratete er im Februar 1961, nur wenige Monate vor seinem Tod, seine zweite Frau, Renée von Bronneck.
Eduard Uhlenhuth starb nach mehrmonatiger Krankheit am 5. Mai 1961 in Wien.
Uhlenhuth war ein eifriger Büchersammler und trug während seiner Amtszeit an der University of Maryland School of Medicine eine umfangreiche Sammlung von Anatomie-Texten zusammen, darunter auch seltene historische Veröffentlichungen. Uhlenhuth hatte gute Kenntnisse über Kathedralenarchitektur; sein Hobby war der Bau von Modellen europäischer Kathedralen, darunter der Limburger Dom, aus kleinen, dem Originalstein nachempfundenen Bausteinen, ohne Klebstoff oder Mörtel.
Uhlenhuth hatte letztwillentlich verfügt, dass sein Leichnam von Studierenden obduziert und sein Skelett der anatomischen Sammlung seines Instituts zur Verfügung gestellt wird. Da er in Österreich starb, entfiel die Obduktion durch seine Studierenden, und nur seine Knochen wurden per Schiff nach Baltimore gebracht.

## Mitgliedschaften
- American Association for the Advancement of Science,
- American Association of Anatomists,
- Harvey Society,
- Society for Experimental Biology and Medicine,
- Society for the Study of Internal Secretions,
- Marine Biological Laboratory,
- Gründer und Vorsitzender der University of Maryland Biological Society
- Ehrenmitglied der Phi Beta Pi medical fraternity.
- Society for the History of the Germans in Maryland (German Society of Maryland)

## Werke (Auswahl)
- Are Function and Functional Stimulus Factors in Producing and Preserving Morphological Structure? In: Biological Bulletin, Volume 29, August 1915, S. 138–147 (Digitalisat)
- On the Rôle of the Thymus in the Production of Tetany. In: Proceedings of the National Academy of Sciences of the United States of America, Vol 3, August 1917, S. 517/518 (Digitalisat)
- Observations on the Distribution and Habits of the Blind Texan Cave Salamander, Typhlomolge rathbuni. In: Biological Bulletin, Vol. XL., No. 2., Februar 1921, S. 73–104, (Digitalisat)
- The Internal Secretions in Growth and Development of Amphibians. In: The American Naturalist, Vol. LV., No. 638, Mai–Juni 1921, S. 193–221 (Digitalisat)